# Paolo Paschetto

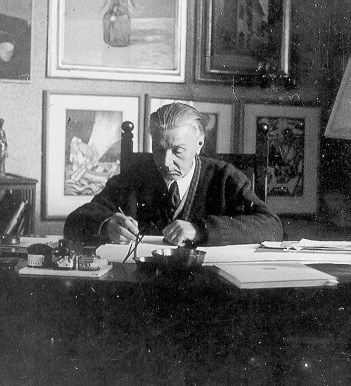
Paolo Paschetto, Datum unbekannt

Paolo Antonio Paschetto (* 12. Februar 1885 in Torre Pellice; † 9. März 1963 in Turin) war ein italienischer Maler und Grafiker. Er gehörte der protestantischen Kirche der Waldenser an. Paschetto besuchte das Institut für Bildende Kunst in Rom und war von 1914 bis 1948 dort Professor für Design. Von 1921 bis 1945 zeichnete Paschetto Briefmarken.

Das von Paolo Paschetto entworfene Emblem Italiens

Paolo Paschetto gewann 1947 den Wettbewerb für ein neues Wappen Italiens. Am 31. Januar 1948 wurde sein Entwurf von der Verfassunggebenden Versammlung angenommen. Das entsprechende Dekret Nr. 535 unterzeichnete Staatspräsident Enrico De Nicola am 5. Mai 1948. Damit setzte Paschetto sich in zwei Wettbewerben gegen etwa 500 Konkurrenten durch. Elemente seines Emblems sind ein Stern, die sogenannte Stella d’Italia, ein Zahnrad sowie ein Eichen- und ein Olivenzweig.